# Червеноплещ дукер
Червеноплещ дукер (Cephalophus rufilatus) е вид бозайник от семейство Кухороги (Bovidae).

## Разпространение и местообитание
Разпространен е в Бенин, Буркина Фасо, Гамбия, Гана, Гвинея, Гвинея-Бисау, Камерун, Демократична република Конго, Кот д'Ивоар, Мали, Нигер, Нигерия, Сенегал, Сиера Леоне, Судан, Того, Уганда, Централноафриканската република, Чад и Южен Судан.